# 豊原村 (新潟県)
豊原村（とよはらむら）は、かつて新潟県中頸城郡にあった村。

## 沿革
- 1889年（明治22年）4月1日 - 町村制施行に伴い中頸城郡高野村、坂井村、長塚村、長嶺村、田井村、戸狩村、稲増村、上福田新田、南四ツ屋新田が合併し、豊原村が発足。
- 1901年（明治34年）11月1日 - 中頸城郡板倉村、根越村、箕冠村と合併し、板倉村を新設して消滅。